# Monte Nievas
Monte Nievas är en ort i Argentina.   Den ligger i provinsen La Pampa, i den centrala delen av landet, 500 km väster om huvudstaden Buenos Aires. Monte Nievas ligger 178 meter över havet och antalet invånare är 415.
Terrängen runt Monte Nievas är mycket platt, och sluttar österut. Närmaste större samhälle är Eduardo Castex, 13,9 km väster om Monte Nievas.
Trakten runt Monte Nievas består till största delen av jordbruksmark. Runt Monte Nievas är det mycket glesbefolkat, med 2 invånare per kvadratkilometer.